# پوا والیس و فوتونا
پوا والیس و فوتونا (به فرانسوی: Poi) یک منطقهٔ مسکونی در فرانسه است که در والیس و فوتونادر منطقه الو در ساحل شمال شرقی جزیره فوتونا واقع شده‌است. پوا والیس و فوتونا ۲۵۶ نفر جمعیت دارد.